# Taula de codis

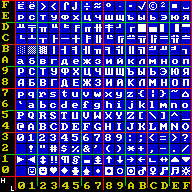
Caràcters de la taula de codis 866 (alfabet ciríl·lic) per a ús amb el MS-DOS.

Una taula de codis consisteix en una taula que defineix el conjunt de caràcters que s'està utilitzant. Cada conjunt de caràcters conté 256 entrades específiques d'un país o d'un idioma. Els caràcters es tradueixen a partir de la taula de les pàgines de codis i seran els quals utilitzin el teclat, la pantalla i la impressora. Un exemple d'això ho forma el conjunt de lletres, nombres i símbols (com els accents) que utilitzen els canadencs francòfons. Quan s'introdueix el conjunt de caràcters en una taula perquè ho utilitzi MS-DOS, es converteix en la pàgina de codis corresponent a la població francòfona del Canadà.
Existeixen dos tipus de taules de codis: de maquinari i preparades.
- Una taula de codis de maquinari es construeix en un dispositiu. Per exemple, una impressora fabricada per al seu ús a Portugal conté una taula de codis de maquinari corresponent al portuguès. Molts dispositius únicament poden utilitzar les seves pròpies taules de codis de maquinari.

- Les taules de codis preparades es faciliten en arxius d'informació de taules de codis (.CPI) en el seu programari. El OpenDOS inclou les següents taules de codis preparades:

- - 437 - Taula de codis dels Estats Units.
  - 850 - Taula de codis multilingüe, inclosos tots els caràcters de la majoria dels idiomes europeus, estatunidencs i sud-americans.
  - 860 - Taula de codis del portuguès.
  - 863 - Taula de codis del francès canadenc.
  - 865 - Taula de codis d'idiomes nòrdics, inclosos tots els caràcters noruecs i danesos.